# Католицизм в Армении
Католицизм в Армении или Католическая церковь в Армении является частью всемирной Католической церкви. Большинство католиков в Армении принадлежат к Армянской католической церкви, существует небольшая группа римских католиков. Численность католиков в Армении составляет около 150 тысяч человек (около 3,9 % от общей численности населения).

## История
В 301 году армянский царь Трдат III провозгласил христианство государственной религией. Древнеармянское государство находилось под сильным влиянием Византии и Персии, поэтому армяне стремились освободиться от влияния своих соседей. Это противостояние стало причиной того, что армянская церковь не приняла определений Халкидонского и последующих Вселенских соборов.

### Киликийское армянское царство
В XI веке множество армян из-за азиатского нашествия переселилось в Киликию. Вслед за образованием Киликийского царства происходило дальнейшее отчуждение армянской церкви от Византии. В это же время стали укрепляться отношения с Римом, в котором армянская церковь видела своего союзника.
Правитель Киликийской Армении Константин I в Первом Крестовом Походе возглавлял продовольственное обеспечение Крестового Войска. Армяне активно участвовало и во всех остальных Крестовых Походах на Святой Земле. Такая близость с крестоносцами не могла не привлечь внимание католической церкви.
Левон II, несмотря на сложности религиозных разногласий, был коронован 6 января 1198 года в Тарсе. Его освятили и папский легат, кардинал Конрад Виттельсбах, и армянский католикос Григорий VI Пахлавуни. Тем не менее, Левон II остался глух к предложениям Папы Римского, принять свое покровительство в обмен на слияния армянской церкви с католической. Во время гражданской войны в Антиохии, где Левон защищал права своего внука Рубена урожденного от его дочери Алисии. Папа Римский поддержал противника Левона и отлучил киликийского царя от церкви.
Хетум I, перед отъездом в Орду, надеясь приобрести союзников против Египетского Султаната, уступил папским легатам и подписал акт о соединении армянской и католической церквей. Но, вернувшись из Орды и увидев разоренную Египтом страну и отсутствие внимания Рима в защите его земель, он аннулировал акт договора с Папой.
Гибель Левона III вызвала смуту и армянские общество раскололось на тех, кто поддерживал прозападную фракцию, продолжающую поддерживать союз с папством и франками, и националистов, презиравших все, что отличалось от древних традиций, связанных с именем Святого Григория Просветителя. По мнению Лэнга: «Этот дуализм и ныне, в XX веке, оказывает сильнейшее влияние на армянские дела.»
Хетум II проводил политику приведшую к сильному усилению позиций католиков, некоторые руководители армянской церкви стали понемногу склоняться к католицизму, войдя в конфликт с населением и основной частью армянского духовенства.
Левон IV стал активно искать союза с Папой. Состоявшийся собор Армянской Церкви в городе Сисе даже обсуждал возможность внесения некоторых изменений в богослужение. Рим, кроме объединения церквей требовал и полной политической зависимости Киликии. Это вызвало сильное недовольство народа, вылившееся в мятеж, который стоил Левону жизни.
Гитон или Ги (1343) возобновил переговоры с Папой Бенедиктом XII, стремясь поскорее внедрить католичество среди армян, что послужило предлогом для нападения египетского султана, обвинившего Гитона в нарушении обещаний Левона V. Страна была опять разорена, а возмущенные армяне убили Гитона.

### Новое время
С XVI века стали возникать контакты Эчмиадзина в Римом. Католикос Стефан V Салмастеци принёс послушание Римскому папе Павлу III. В 1584 году Римский папа Григорий XIII выпустил буллу «Rovana Ecclesia», которая провозглашала верность армян Святому Престолу. Последующее католикосы неоднократно посылали свои исповедания в верности Ватикану.
После распада Киликийского царства в 1375 году возник Киликийский патриархат Армянской церкви, среди верующих и священнослужителей которого существовала группа, стремившаяся к единству с Римом. Эта группа с 1701 года стала подвергаться гонениям со стороны католикоса Константинополя Ефрема. В ответ на это Святой Престол выпустил документы «Instructio generalis» (1723 г.) и «Cum saepe ac diu», которые запретили совместное общение сторонников Рима и другой части Армянской церкви.
В 1635 году львовские армяне подписали унию с Римом. Возникновению унии определённой части Армянской церкви с Римом особую роль сыграли иезуиты, которые занимались с армянами, проживавшими в Речи Посполитой. 
В 1701 году был основан армянский католический монастырь мхитаристов с центром на острове Сан-Ладзаро возле Венеции. В 1712 году Мхитаром Севастийским был основан армянский католический монашеский орден мхитаристов, занимающимся культурным развитием армянского народа, сохранением языка и памятников древнеармянской письменности, проповеднической деятельностью в странах Ближнего Востока. В 1741 году католикос Киликии Авраам Ардживян высказался за полное общение с Римом.
Эти движения за единение с Римом привели к единению определённой части Армянской церкви с Римом и возникновению Армянской католической церкви.

## Современное состояние
В настоящее время верующие Армянской католической церкви составляют историко-этнографическое религиозное меньшинство среди армянского народа. Остальная группа армян называет их как «франки», по имени французских миссионеров, которые проповедовали единение с Римом в Киликии.
В Армении существуют 36 католических приходов, которые подчиняются Ординариату Восточной Европы Армянской католической церкви с центром в Гюмри.
Римские католики, проживавшие в Армении, подчиняются Апостольской администратуре Кавказа с центром в Тбилиси. Общая численность римских католиков, проживающих в Армении, составляет около 10 тысяч человек. В Армении действуют девять римско-католических приходов, в которых работают 12 священников латинского обряда и 6 монахинь.
Армения имеет дипломатические отношения с Ватиканом.

## Источник
- Католическая Энциклопедия, т. 1, изд. Францисканцев, М., 2002, стр. 347—358, ISBN 5-89208-037-4
- Клод Мутафян. Последнее королевство Армении = Le Royaume Arménien de Cilicie, XIIe-XIVe siècl. — «Mediacart», 2009. — 161 с. — ISBN 978-5-9901129-5-7.